# 无线电测向运动

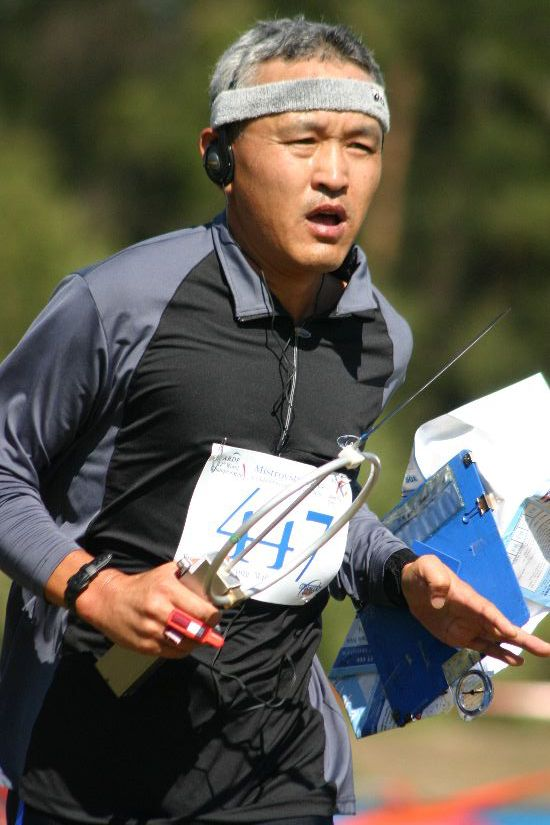
一名大韩民国运动员在进行比赛

无线电测向运动（Amateur Radio Direction Finding）是一种依赖与测向机、地图、指北针，寻找若干预先隐藏好的信号源的运动。是现代无线电通讯技术与传统捉迷藏游戏的结合。参赛者使用测向机、定向地图与指北针在各种树木繁茂的地形中奔跑，同时寻找隐蔽电台。

## 历史
无线电测向运动的发展历史可以追溯到20世纪初期，当时人们通过旋转方向性天线和接收机，测量信号强度和方向，从而确定信号源的位置，这种技术最初应用于无线电通信和导航，后来人们开始将无线电测向技术应用于体育运动中，从而诞生了无线电测向运动。在20世纪50年代和60年代，无线电测向运动得到了快速发展，国际组织开始制定竞赛规则并举行国际无线电测向比赛，标志着无线电测向运动正式走向国际化。与此同时，无线电测向运动传入中国，作为一项具有挑战性、趣味性和富有科技含量的体育运动，在中国得到了广泛的关注和支持，逐渐成为一项备受欢迎和发展迅速的体育运动。

## 竞赛项目
不同的无线电测向项目需要的装备有一定差异，下面是一些类型的无线电测向项目：

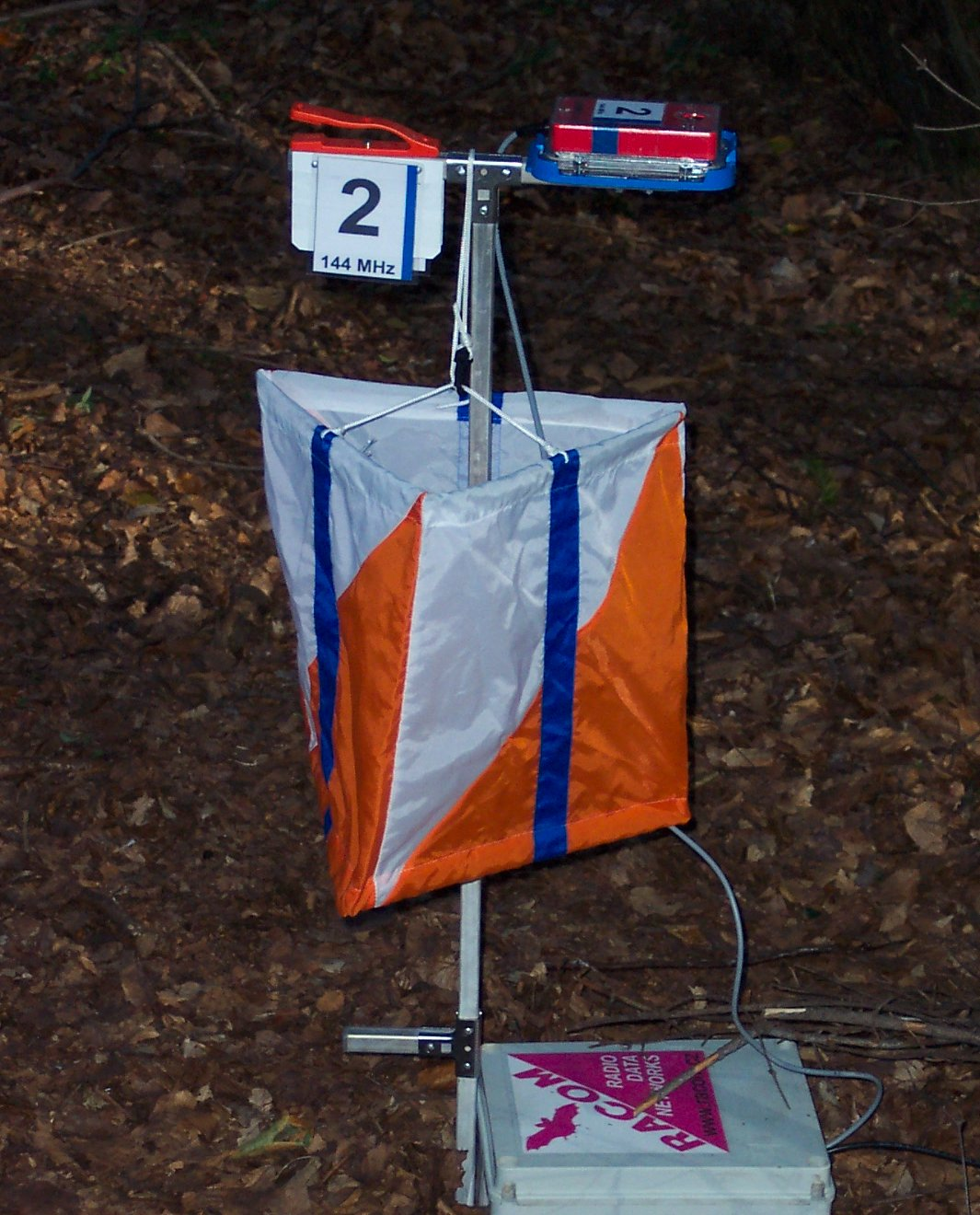
配有点标旗、电子打卡器的信号源

### 标准距离无线电测向竞赛（Classic）
- 3.5MHz标准距离无线电测向竞赛
- 144MHz标准距离无线电测向竞赛

正如其名，标准距离无线电测向竞赛是最经典的竞赛项目，5部隐蔽电台被布放在场地中，在5分钟的时间内依次交替发信。比赛设置30cm×30cm的点标旗。电台与起点间最少间距750m，电台与电台及终点间最少间距400m。竞赛使用的地图比例尺为1:4000至1:20000

### 短距离无线电测向竞赛
- 3.5MHz短距离无线电测向竞赛
- 144MHz短距离无线电测向竞赛

短距离无线电测向竞赛主要在中国开展，并不作为国际比赛的项目。较短的距离、连续发信及不使用地图的规则使其成为适合较低年龄运动员的项目。隐蔽电台的数量通常不少于10部，设置 5×5厘米的点标旗，相邻电台之间距离为50-200米。

### 快速测向竞赛（Sprint）
竞赛区域内设有起点、慢速发报隐蔽台区、竞赛通道、快速发报隐蔽台区和比赛终点。慢速区设有1号至5号共5个隐蔽电台；快速区设有1F 号至5F号共5个隐蔽电台。慢速区和快速区之间设有一条运动员必经的竞赛通道， 在竞赛通道入口处设分区控制台（S），该竞赛通道附近可设置观众区。每名运动员出发后经起点出发跑道进入慢速区，从这个区域找到所有指定的慢速隐蔽台后，通过分区控制台和竞赛通道，到达快速区，从这个区域内找到所有指定的快速隐蔽台之后，跑向终点信标台并通过终点跑道到达终点线。每个分区内电台分别在3.51MHz及3.57Mhz上在一分钟的时间内交替发信。各隐蔽台之间距离应不少于 100 米，与起点相距不少于100 米。终点信标台和控制台与起点的距离可以小于100 米。

### 定向猎狐竞赛（Foxoring）
运动员出发前可获得一张标有起点、终点信标台、终点跑道、终点和各隐蔽电台大概位置的竞赛地图。地图比例一般为1:10000至1:15000。隐蔽电台的发射功率都很弱，因此只有在接近电台天线时才可收听到其信号。所有的电台均连续发信。运动员需根据地图接近隐蔽电台，然后凭借测向机找到电台。

#### 短距离定向猎狐
运动员在地图的帮助下运用短距离无线电测向技术寻找到多个微小功率测向隐蔽电台。
1. ↑  [1]余永乐.体育素养视域下无线电测向运动的功能定位与发展策略[J].体育科技文献通报,2023,31(08):173-176.